# Sōja, Okayama
Sōja (総社市 (Tổng Xã thị) Sōja-shi) là một thành phố thuộc tỉnh Okayama, Nhật Bản.